# Șciurivciîkî, Izeaslav
Șciurivciîkî (în ucraineană Щурівчики) este un sat în comuna Șciurivți din raionul Izeaslav, regiunea Hmelnîțkîi, Ucraina.

## Demografie
Componența lingvistică a localității Șciurivciîkî
     Ucraineană (97,97%)
     Rusă (1,63%)
Conform recensământului din 2001, majoritatea populației localității Șciurivciîkî era vorbitoare de ucraineană (97,97%), existând în minoritate și vorbitori de rusă (1,63%).